# Alchemilla hyrcana
Alchemilla hyrcana är en rosväxtart som först beskrevs av Bus., och fick sitt nu gällande namn av Sergei Vasilievich Juzepczuk. Alchemilla hyrcana ingår i släktet daggkåpor, och familjen rosväxter. Inga underarter finns listade i Catalogue of Life.